# Cololteel
Cololteel är en ort i Mexiko.   Den ligger i kommunen Chilón och delstaten Chiapas, i den sydöstra delen av landet, 800 km öster om huvudstaden Mexico City. Cololteel ligger 1 120 meter över havet och antalet invånare är 217.
Terrängen runt Cololteel är kuperad. Runt Cololteel är det ganska tätbefolkat, med 54 invånare per kvadratkilometer. Närmaste större samhälle är Centro Chich, 8,1 km norr om Cololteel. I omgivningarna runt Cololteel växer i huvudsak städsegrön lövskog.